# Dolmen Rocher de la Vache

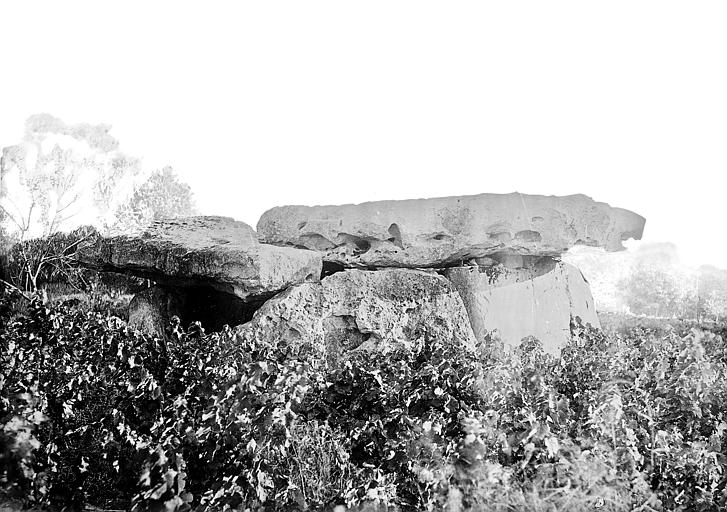
Rocher de la Vache

Der Dolmen Rocher de la Vache (auch Dolmen du Rocher de la Vache – (deutsch Fels der Kuh) – oder Dolmen de Saint-Brice 2 genannt) liegt südlich der Straße D 157, wenige Meter vom Dolmen de Garde Epée entfernt, östlich von Saint Brice bei Cognac im Département Charente in Frankreich. Dolmen ist in Frankreich der Oberbegriff für Megalithanlagen aller Art (siehe: Französische Nomenklatur).
Er ist nicht zu verwechseln mit dem Dolmen de la Roche-à-la-Vache südlich von La Normandais im Département Loire-Atlantique.
Der seltsam geformte Dolmen liegt auf einem kleinen, bewaldeten, natürlichen Steinhügel. Es scheint, dass zwei Decksteine oder ein in zwei Teile zerbrochener Deckstein übereinander liegen und die Tragsteine rundum verstreut sind.
Er ist seit 1934 als Monument historique geschützt.